# Teatro Circ Olympia
Il teatro Circ Olympia (in catalano teatre Circ Olympia) è stato un teatro di Barcellona, ubicato nella Ronda de Sant Pau, presso l'Avinguda del Paral·lel, attivo tra il 1924 e il 1947.

## Storia
Inaugurato il 4 dicembre 1924 su iniziativa dell'imprenditore Josep Ventura Gannau, l'Olympia è stato per molti anni il più grande e  popolare locale polivalente di Barcellona. Le sue notevoli dimensioni (poteva contenere circa 6.000 spettatori) e le sue attrezzature consentirono lo svolgimento di numerosi grandi spettacoli.
Nel 1926 ha ospitato la prima band jazz ad esibirsi a Barcellona. Da quell'esibizione divenne una delle "porte di accesso" del jazz in città.
Il 3 maggio 1928 ha aperto Kosmopolis di Josep Amich Bert detto Amichatis, con musiche di Joan Vila Dotras e Mestre Demon.
Il 2 aprile 1944 fece qui la sua presentazione "popolare" l'Orchestra Sinfonica di Barcellona e Nazionale di Catalogna, diretta da Eduard Toldrà, appena creata e lanciata ufficialmente presso il Palau de la Música Catalana tre giorni prima.
Chiuso il 28 febbraio 1947 dopo una performance di La bohème di Giacomo Puccini, il teatro venne demolito nel 1948.